# Smyrneïko tragoudi
Le Smyrneïko tragoúdi (Σμυρναίικο τραγούδι), littéralement le chant de Smyrne, est un style musical originaire de Smyrne, l'actuelle Izmir. Il naît au cours du XIXe siècle et atteint la Grèce, après la Grande Catastrophe d'Asie mineure en 1922.
Les influences du smyrneïko tragoudi sont multiples. Ce style musical est le reflet des communautés qui peuplent la ville, Grecs, Turcs, Juifs, Arméniens mais aussi Français et Anglais.
Le smyrneïko tragoudi obéit, la plupart du temps, au système des makams orientaux ou de leurs équivalents dans la musique byzantine, les échos (ήχους).
Les instruments du smyrneïko tragoudi sont l'uti, le kanonaki, le santouri, le violon ou le kemenche. On rencontre toutefois des ensembles occidentaux dans certaines compositions. Contrairement à ce que montre le film Rebétiko (film) de Costas Ferris, le bouzouki n'est pas utilisé dans le smyrneïko tragoudi. 
Il y a plusieurs variétés de musique smyrniote : les amanedes (αμανέδες) proches du ghazal arabo-persan et turc, les taximia (ταξίμια) improvisations musicales inspirées de la musique ottomane, les patinades (πατινάδες) sortes de sérénades. 
Les compositeurs et chanteurs du smyrneïko tragoudi sont souvent les mêmes que ceux du rebetiko : Panayótis Toúndas, Roza Eskenazy, Antónis Diamantídis. La genèse du style rebetiko est si intimement liée au smyrneïko qu'il est, jusqu'au début des années 1930 difficile de les distinguer. On dit parfois que le smyrneïko est un rebetiko oriental. C'est en 1933, date du première enregistrement avec un bouzouki, par Markos Vamvakaris, que les deux courants vont réellement se séparer. Vamvakaris devient alors le "patriarche" d'un nouveau style, autonome.

## Vidéos
- Archives de la télévision publique grecque Τα ρεμπέτικα της Σμύρνης - Les rebetika de Smyrne 1re partie (1 h 00 min 41 s)
- Archives de la télévision publique grecque Τα ρεμπέτικα της Σμύρνης - Les rebetika de Smyrne 2e partie (0 h 59 min 22 s)
- Archives de la télévision publique grecque Τα ρεμπέτικα της Σμύρνης - Les rebetika de Smyrne 3e partie (1 h 01 min 05 s)